# Snehvide - en ballet af Else Knipschildt
|  | Denne artikel er oprettet af botten PalnaBot ud fra en ekstern database. Den kan derfor have sproglige fejl eller mangler. Denne skabelon kan fjernes efter kontrol af indholdet. |

Snehvide - en ballet af Else Knipschildt er en film instrueret af Lars Brydesen efter manuskript af Else Knipschildt.

## Handling
Grimms eventyr som ballet for børn (og voksne) i Else Knipschildts koreografi.